# Campeonato Carioca de Futebol Americano de 2019
O Campeonato Carioca de Futebol Americano de 2019 é a sétima edição do campeonato de futebol americano do estado do Rio de Janeiro e a quarta edição full pad (com todos os equipamentos). É a segunda edição na qual a Liga Fluminense de Futebol Americano (LiFFA) e Federação de Futebol Americano do Rio de Janeiro (FeFARJ) organizam juntas a competição. Na final o Vasco Almirantes derrota o Flamengo Imperadores conquistando o título inédito.

## Fórmula de disputa
As três equipes jogam entre si em turno único. A equipe de melhor campanha após os três jogos conquista o título.

## Participantes
Diferente de 2018, que contou com seis equipes, este ano os demais times alegaram dificuldades financeiras para poder participar, alguns dos quais, voltam as atenções à disputa de competições nacionais.
| Equipe               | Cidade         |
| -------------------- | -------------- |
| America Big Riders   | Rio de Janeiro |
| Flamengo Imperadores | Rio de Janeiro |
| Vasco Almirantes     | Rio de Janeiro |

## Classificação
| Pos | Times                | V | E | D | PCT   | PF | PS  | SP  |
| --- | -------------------- | - | - | - | ----- | -- | --- | --- |
| 1   | Vasco Almirantes     | 2 | 0 | 0 | 1.000 | 79 | 19  | +60 |
| 2   | Flamengo Imperadores | 1 | 0 | 1 | .500  | 57 | 18  | +39 |
| 3   | America Big Riders   | 0 | 0 | 2 | .000  | 2  | 101 | -99 |

### Resultados
| 14 de abril 14:00 UTC -3 | Relatório | Flamengo Imperadores | 40–00 | America Big Riders |  | Estádio Rua Bariri, Rio de Janeiro |  |

| 28 de abril 14:00 UTC -3 | Relatório | America Big Riders | 02–61 | Vasco Almirantes |  | Estádio Rua Bariri, Rio de Janeiro |  |

| 19 de maio 14:00 UTC -3 | Relatório | Vasco Almirantes | 18–17 | Flamengo Imperadores |  | Estádio Rua Bariri, Rio de Janeiro |  |

## Premiação
| Campeonato Carioca de 2019           |
| Rio de Janeiro                       |
| ------------------------------------ |
| Vasco Almirantes Campeão (1º título) |